# (3907) Kilmartin
(3907) Kilmartin ist ein Asteroid des Hauptgürtels, der am 14. August 1904 vom deutschen Astronomen Max Wolf in Heidelberg entdeckt wurde. 
Der Asteroid trägt den Namen von Pamela M. Kilmartin, einer neuseeländischen Astronomin.